# Anomis noctivolans
Anomis noctivolans là một loài bướm đêm thuộc họ Erebidae. Nó là loài đặc hữu của Kauai, Oahu, Molokai và Maui.
Ấu trùng ăn các loài Hibiscus và SIDA.